# Раден, Леонид Людвигович
Барон Леонид Людвигович фон Раден  (1830 — 29 ноября 1868) — офицер Российского императорского флота, участник Крымской войны, Синопского сражения, обороны Севастополя. Георгиевский кавалер, капитан-лейтенант.

## Биография
Барон Леонид Людвигович фон Раден родился в 1830 году, происходил из дворян Курляндской губернии, представитель баронского рода Раден.
Учился в Морском кадетском корпусе в Санкт-Петербурге. 18 апреля 1850 года произведён из кадетов в гардемарины. В 1852 году, во время корабельной практики на корабле «Сысой Великий», крейсировал в Балтийском море. 13 августа того же года, после окончания обучения, произведён в мичманы с назначением на Черноморский флот в 40-й флотский экипаж.

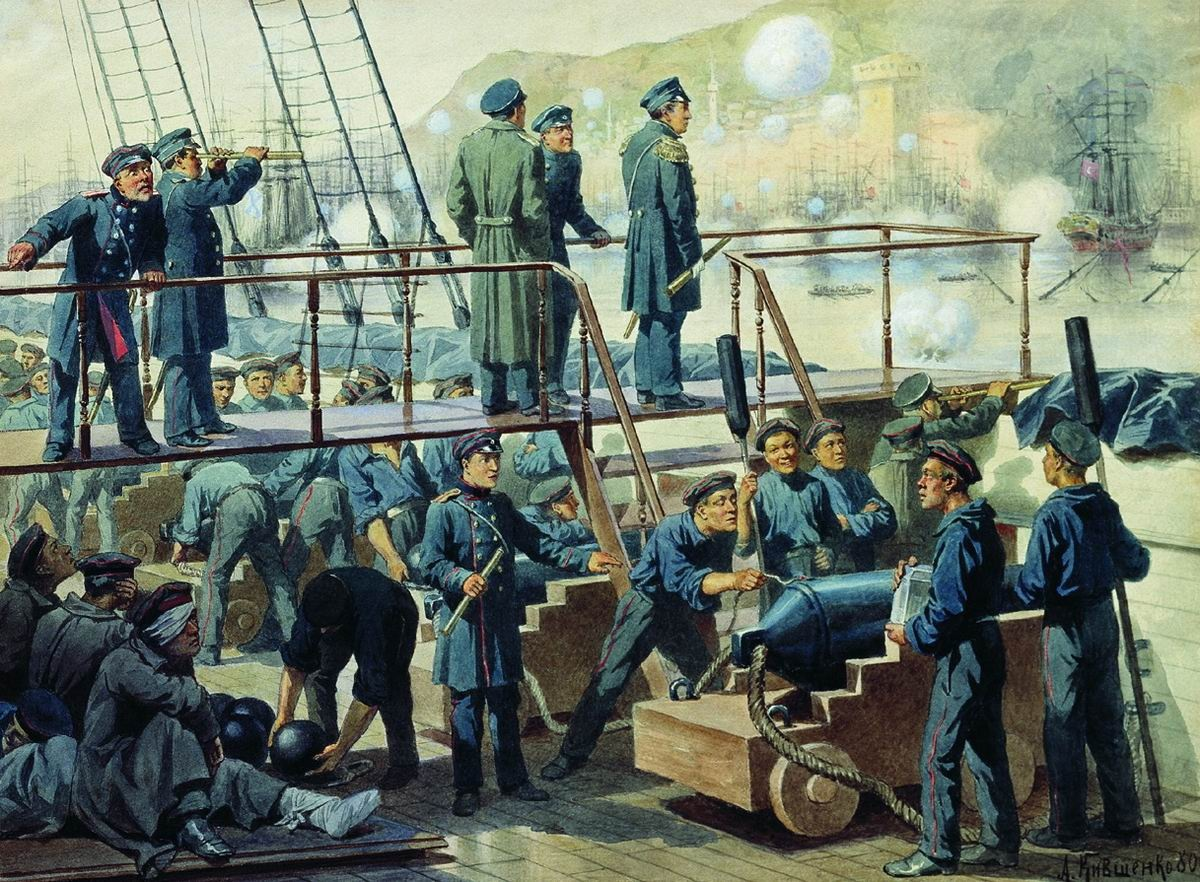
Палуба линейного корабля «Императрица Мария» во время боя при Синопе. 1853 год. (картина А. Кившенко)

В 1853 году был у проводки линейного корабля «Императрица Мария» от Николаева до Севастополя. 18 ноября 1853 года на том же корабле участвовал в Синопском сражении, за что был награждён орденом Святой Анны 3-й степени с бантом. 18 декабря произведён за отличие в лейтенанты со старшинством с 18 ноября и награждён годовым окладом жалования.

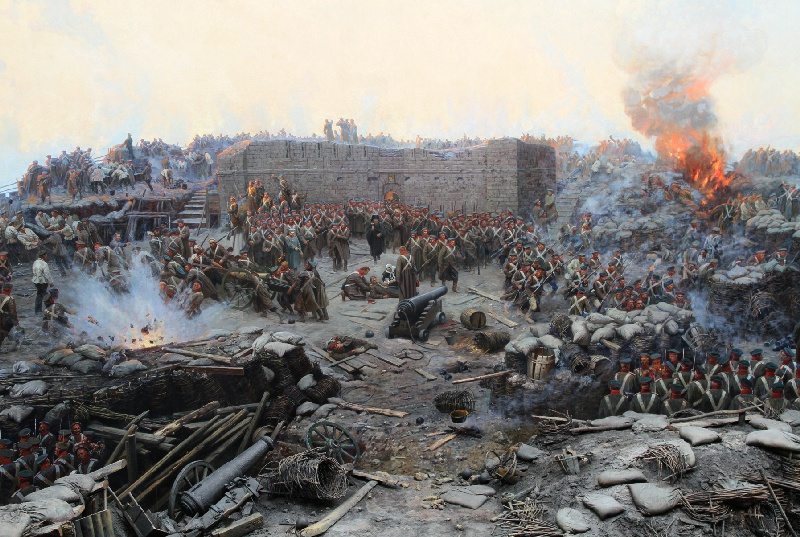
Оборона Севастополя (Франц Рубо)

В 1854 году на том же корабле был на севастопольском рейде. В 1854—1855 годах участвовал в обороне Севастополя. С 13 сентября 1854 года находился в гарнизоне города и командовал левым флангом 3-го бастиона. Неоднократно участвовал в ночных вылазках на английские позиции. 16 марта 1855 года назначен «состоять при начальнике артиллерии Малахова кургана». До конца осады снабжал артиллерию 4-го и 5-го отделений оборонительной линии орудиями, порохом и снарядами. За героизм при выполнении обязанностей награждён орденами Святого Владимира 4-й степени с бантом, Святой Анны 4-й степени с надписью «За храбрость» и Святой Анны 2-й степени с мечами.
27 августа 1855 года, во время отступления гарнизона Севастополя на Северную сторону, лейтенант Раден остался со своей командой на Южной стороне. Высочайшим именным Указом от 7 апреля 1856 года «В воздаяние отличного подвига храбрости и самоотвержения, оказанных им во время оставления нашими войсками Южной стороны г. Севастополя, где он находился в продолжении ночи с 27 на 28 августа 1855 г. в укреплениях 4-го отделения оборонительной линии, частично занятых неприятелем, успел с помощью команды из 97 человек вынести из погребов: порохового и бомбового и перевезти на ботах на Северную сторону до пяти тысяч пудов пороха и значительное количество артиллерийских снарядов, а потом взорвать погреба и часть оборонительной казармы (1-го бастиона)» был награждён орденом Святого Георгия 4-й степени (№ 9918).
10 апреля 1856 года был прикомандирован к Гвардейскому экипажу. Командовал винтовой канонерской лодкой «Волна», плавая между Петербургом и Кронштадтом. 26 ноября переведен в Гвардейский экипаж. В 1857 году служил на паровой яхте «Стрельна» генерал-адмирала великого князя Константина. В 1858 году находился при гидрографических работах, производившихся в Невской губе.
В 1858—1859 годах на фрегате «Громобой», который проходил ходовые испытания, перешёл из Кронштадта в Средиземное море. В 1860 году вернулся на Балтику, состоял начальником промерной партии и гидрографических работ около Кронштадта и у финляндского берега.
В 1861—1862 годах заведовал гребными судами Императорской фамилии. В 1862 году назначен командиром 3-й знамённой роты. В 1863 году командовал винтовой лодкой «Шлем» в финляндских шхерах. 1 января 1864 года произведен в капитан-лейтенанты. В 1864—1866 годах командовал пароходом «Фонтанка», ходил между Петербургом и Кронштадтом.
Умер Леонид Людвигович Раден 17 ноября 1868 года.

## Память
Имя Леонида Людвиговича Радена увековечено на мраморной плите в верхней церкви собора Святого Равноапостольного князя Владимира, где нанесены имена 72 офицеров Морского ведомства, кавалеров ордена Святого Георгия с доблестью защищавших Отечество в период Крымской войны 1853—1856 годов.